# Cyril Moré
Pour les articles homonymes, voir More.
Cyril Moré, né le 26 septembre 1972 à Sainte-Adresse, est un sportif handisport français. Il a remporté plusieurs médailles aux Jeux paralympiques en escrime. Il a pratiqué aussi le ski alpin au niveau international.

## Carrière
En 2000, à Sydney, il décroche deux médailles d'or en sabre et en épée par équipe. En 2004, aux Jeux d'Athènes 2004, il remporte le titre paralympique à l'épée en individuel et par équipe, ainsi qu'une médaille de bronze en sabre par équipe.
En 2006, il participe pour la première fois aux jeux paralympiques d'hiver en ski alpin. Il est également champion de France handisport de descente, de géant et vice-champion en slalom. Il se place régulièrement dans les dix premiers au niveau européen ou mondial (4e en slalom en Coupe d'Europe 2005, également 4e en slalom à la Coupe du Monde 2005, etc.). En 2014, il participe aux Jeux paralympiques d'hiver de Sotchi.
En 2016, il commente les épreuves d'escrime des Jeux paralympiques de Rio sur France Télévisions.
Du 9 au 18 mars 2018, durant les Jeux paralympiques d'hiver de 2018, il rejoint la Dream team de RMC Sport.
En 2021, il commente les épreuves d'escrime, de basket-ball et de rugby-fauteuil des Jeux paralympiques de Tokyo sur France Télévisions.
En 2024, Il commente l'intégralité des épreuves des Jeux Paralympiques de Paris 2024 sur France Télévisions.

## Décorations
- Chevalier de la Légion d'honneur
- Commandeur de l'ordre national du Mérite
- Médaille de la jeunesse, des sports et de l'engagement associatif, or